# Anastase Dragomir

Demonstrație publică de folosire a unui scaun ejectabil modern - Mountain Home Air Foce Base, statul, SUA, 14 septembrie 2003.

Anastase Dragomir (n. 6 februarie 1896, Brăila, România – d. 1966, București, România) a fost un inventator român din domeniul aviației, cel mai cunoscut pentru invenția unei versiuni timpurii a unui scaun ejectabil, care a fost brevetată la Paris, în 1930, de care a beneficiat împreună cu un alt inventator român, Tănase Dobrescu.

## Activitate
Invenția consta dintr-o așa numită celulă parașutată, un scaun detașabil și ejectabil vertical (prevăzut cu două parașute) dintr-o aeronavă sau din orice tip de vehicul, conceput pentru a fi folosit doar în cazuri de urgență, și care reprezenta o versiune timpurie, dar suficient de sofisticată, a actualelor scaune ejectabile.
Modelul conceput de Dragomir și Dobrescu a fost testat cu succes de către Lucien Bossoutrot la data de 25 august 1929 pe aeroportul Paris-Orly, din apropierea Parisului, Franța, respectiv ulterior, de către Constantin Nicolau, în octombrie 1929, la aeroportul Băneasa, lângă București.
În anul următor, Dragomir și Dobrescu au obținut patentarea oficială a acelui "cockpit catapultabil" la Oficiul francez de invenții sub numărul 678.566 din 2 aprilie 1930 (dar cu prioritatea patentării datată anterior la 3 noiembrie 1928, data depunerii cererii de brevetare - FRD678566 19281103), sub numele oficial de Nouveau système de montage des parachutes dans les appareils de locomotion aérienne (în limba română, Nou sistem de montare al parașutelor la aparate de locomoție aeriană).
Această invenție era “un nou sistem de parașutare din aparatele de locomoție aeriană, fiecare pasager având o parașută proprie care permite, în momentul critic, eliberarea acestui ansamblu de avion, astfel încât parașuta, împreună cu pasagerul insalat pe scaun, sa treacă printr-o deschizătură a podelei”. Brevetul prevedea că acest ansamblu de celulă-parasută să aibă mai multe comenzi, manevrabile de către pilot. În 1950, Anastase Dragomir a obținut un nou brevet, românesc, cu nr. 40658, pentru “celula parașutată”, care consta în folosirea unui spătar curb de glisare pentru ejectarea cabinelor, fie pe jos, fie pe sus, pentru ca în 1959 să înregistreze o altă cerere, care avea ca obiect construirea unui avion de transport echipat cu cabine catapultabile, pentru salvarea pasagerilor (brevet romanesc nr. 41424 din 1960). Ideea românului se va concretiza prin apariția, la noile tipuri de avioane supersonice militare, a scaunul ejectabil.